# Agenzia dei trasporti finlandese
L'agenzia dei trasporti finlandese (in finlandese Liikennevirasto e in svedese Trafikverket) è l'agenzia governativa che dal 2010, per conto del Ministero dei Trasporti e delle Telecomunicazioni, gestisce la rete stradale, ferroviaria e idrica della Finlandia.